# Клінічна супервізія
Супервізія використовується в консультуванні, психотерапії та інших дисциплінах психічного здоров'я, а також у багатьох інших професіях, пов'язаних із роботою з людьми. Супервізія також може застосовуватися до практикуючих спеціалістів із соматичних дисциплін для їхньої підготовчої роботи з пацієнтами, а також для супроводу пацієнтів. Супервізія — це заміна формальної ретроспективної інспекції, яка надає докази щодо навичок підконтрольних практиків.
Він складається з регулярних зустрічей практикуючого спеціаліста з іншим фахівцем, не обов'язково старшим, але, як правило, з опануванням навичок супервізії, для структурованого обговорення кейсів та інших професійних питань. Це часто називають клінічним або консультаційним наглядом (консультація відрізняється тим, що є необов'язковою порадою від когось без офіційних повноважень супервізора). Мета полягає в тому, щоб допомогти практикуючому психологу вчитися на його або її досвіді та прогресі в знаннях, а також забезпечити якісне обслуговування клієнта або пацієнта. Навчання має бути застосовано до роботи з планування, а також до діагностичної та терапевтичної роботи.
Мілн (2007) визначив клінічний нагляд як: «Офіційне забезпечення схваленими супервізорами навчання та у тому числі на основі відносин, яке зосереджено на роботі та яке керує, підтримує, розвиває та оцінює роботу колеги/колег». Основними методами, які використовують супервізори, є коригувальні відгуки про результати роботи супервізованого навчання та спільне встановлення цілей. Тому він відрізняється від суміжних видів діяльності, таких як наставництво та коучинг, включенням оцінювального компонента. Цілі супервізії є «нормативними» (наприклад, контроль якості), «відновлювальними» (наприклад, заохочення емоційної обробки) і «формуючими» (наприклад, підтримання та сприяння компетентності, здібності та загальної ефективності супервізованих).
Деякі практики (наприклад, художні, музичні та драматичні терапевти, капелани, психологи та ерготерапевти з психічного здоров'я) використовували цю практику протягом багатьох років. В інших дисциплінах практика може бути новою концепцією. Очікується, що для медсестер національної служби охорони здоров'я Великобританії використання клінічного нагляду є частиною належної практики. У випадковому контрольованому дослідженні в Австралії Вайт і Вінстенлі розглядали взаємозв'язок між наглядом, якістю медсестринського догляду та результатами лікування пацієнтів, і виявили, що нагляд має постійний позитивний вплив на керівників і піднаглядних. Васкетт вважає, що підтримання практики клінічного нагляду завжди потребує управлінської та системної підтримки, і дослідив практичні аспекти запровадження та вбудовування клінічного нагляду у великі організації, такі як NHS Trust (2009, 2010). Клінічний нагляд дещо збігається з управлінською діяльністю і наставництвом, хоча всі вони закінчуються або стають менш прямими, коли персонал стає більш досвіченим та автономним.
Підняті ключові питання щодо клінічного нагляду в охороні здоров'я включали час і фінансові інвестиції. Проте було припущено, що досягнуте покращення якості, зменшення кількості відпусток через хворобу та вигоряння, а також покращення набору та утримання персоналу роблять цей процес корисним.

## Сполучене Королівство
Клінічний нагляд використовується в багатьох дисциплінах Британської національної служби охорони здоров'я. Відтепер очікується, що зареєстровані суміжні медичні працівники, такі як ерготерапевти, фізіотерапевти, дієтологи, логопеди та мовні терапевти та арт- терапевти, музичні та драматичні терапевти, мають регулярний клінічний нагляд. C. Waskett (2006) писав про застосування навичок супервізії, орієнтованих на рішення, до консультаційної або клінічної супервізійної роботи. Практикуючі члени Британської асоціації консультування та психотерапії зобов'язані мати супервізію не менше 1,5 годин на місяць. Студенти та стажери повинні отримати його з розрахунку одна година на кожні вісім годин контакту з клієнтом.
Ця концепція також добре використовується в психології, соціальній роботі, службі пробації та на інших робочих місцях.

## Моделі або підходи
Існує багато різних способів розвитку навичок супервізії, які можуть бути корисними клініцисту чи практикуючому лікарю в їхній роботі. Конкретні моделі або підходи як до консультативного, так і до клінічного нагляду походять з різних історичних напрямів мислення та переконань щодо стосунків між людьми. Нижче наведено декілька прикладів.
Пітер Хокінс (1985) розробив інтегративну модель процесу, яка використовується в усьому світі в різних професіях, що допомагають. Його «Семиока модель нагляду» була далі розвинута Пітером Хокінсом разом з Робін Шохет, Джуді Райд і Джоан Вілмот у «Нагляді в допоміжних професіях» (1989, 2000, 2006 і 2012) та з Ніком Смітом у «Коучинг, менторство та організаційне консультування: супервізія та розвиток» (2006 та 2013) і викладається на курсах Центру супервізії та розвитку команди⁣, а також на багатьох інших курсах супервізії.
С. Пейдж і В. Воскет описують циклічну структуру.
Ф. Інскіпп і Б. Проктор (1993, 1995) розробили підхід, заснований на нормативних, формувальних і відновних елементах відносин між супервізором і супервізованим. Практика короткої терапії навчає підходу, орієнтованого на рішення, заснованого на роботі Стіва де Шазера та Інсу Кім Берга, який використовує концепції шанобливої цікавості, бажаного майбутнього, визнання сильних сторін і ресурсів, а також використання масштабування для допомоги практик для прогресу. Васкетт описав навчання різних професіоналів навичкам нагляду.
Супервізія КПТ, заснована на доказах, є відмінною та новою моделлю, яка базується на когнітивно-поведінковій терапії (КПТ), посиленій відповідними теоріями (наприклад, теорією експериментального навчання), експертними консенсусними твердженнями та результатами прикладних досліджень (Milne & Reiser, 2017). Таким чином, це приклад практики, заснованої на доказах, застосованої до нагляду. Спостереження за КПТ відповідає загальному визначенню клінічного спостереження, наведеному вище (Мілн, 2007), додаючи деякі відмінні риси, які відображають КПТ як терапію. Це містить високий ступінь структури сесії та керівництва (наприклад, детальне встановлення порядку денного), але в рамках фундаментальних відносин співпраці. Крім того, основний акцент робиться на когнітивній концептуалізації випадку, головним чином через використання обговорення випадку, призначеного для розробки схематичних формулювань CBT. Але обговорення слід належним чином поєднувати з іншими методами КПТ, включаючи Сократове опитування, кероване відкриття, навчальну рольову гру, репетицію поведінки та коригуючий зворотний зв'язок. Іншим відмінним аспектом є зосередженість на принципах і методах, що ґрунтуються на доказах, включаючи використання надійних інструментів для зворотного зв'язку та оцінки, як у терапії, так і в супервізії. Мабуть, найбільш визначальною характеристикою науково-обґрунтованого КПТ є активна та регулярна відданість дослідницьким методам і висновкам: коли інші підходи посилаються на теорію та клінічний/наглядовий досвід для керівництва, фактично заснований КПТ нагляд звертається зрештою до «даних». . Приклади використання відповідних теорій, консенсусних заяв експертів і досліджень разом із шістьма офіційно розробленими настановами з нагляду (проілюстрованими відеороликами) можна знайти в Milne & Reiser (2017).
Консультанти або клінічні супервізори матимуть досвід у своїй дисципліні, а потім, як правило, пройдуть додаткову підготовку з будь-якого з вищезгаданих підходів чи інших.